# Synallaxis tithys
Synallaxis tithys е вид птица от семейство Furnariidae. Видът е застрашен от изчезване.

## Разпространение
Видът е разпространен в Еквадор и Перу.